# Lamb House
Pour les articles homonymes, voir Lamb.
Lamb House est une maison du XVIIIe siècle classée Grade II* située à Rye, dans le Sussex de l'Est, en Angleterre et appartenant au National Trust.
La maison est gérée comme une maison-musée d'écrivain. Elle a été la demeure de nombreux écrivains, dont Henry James de 1897 à 1914, et plus tard Edward Frederic Benson.

## Histoire

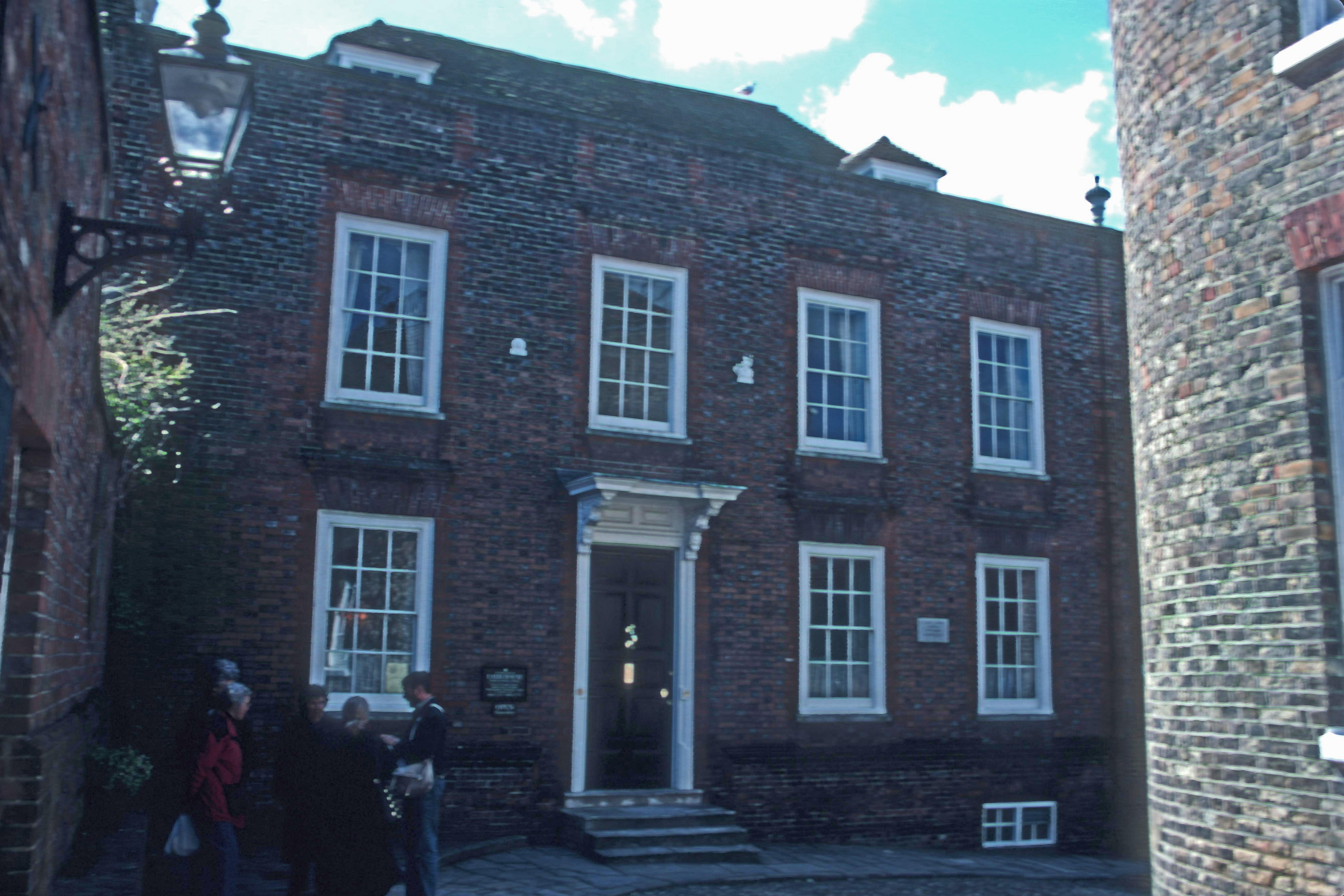
Lamb House

Lamb House est construite en 1722 par James Lamb, un riche marchand de vin et homme politique local. Au cours de l'hiver 1726, le roi George Ier se réfugie dans la maison après que son navire se soit échoué à proximité de Camber Sands. James Lamb laisse sa chambre au roi, tandis que Mme Lamb donne naissance à un petit garçon pendant la nuit. L'enfant s'appelle George et le roi consent à être le parrain du garçon.
Un salon de jardin indépendant, doté d'une grande baie vitrée donnant sur la rue, est construit à angle droit par rapport à la maison en 1743 et sert à l'origine de salle de banquet. Henry James et EF Benson utilisent ensuite le Garden Room comme base pour leurs écrits pendant les mois d'été. Le Garden Room est détruit par une bombe allemande en 1940,.
Benson écrit avec amour sur le jardin et la maison, qu'il rebaptise « Colverts », dans ses romans populaires Mapp et Lucia. Lamb House est le sujet du livre surnaturel de Joan Aiken , The Haunting of Lamb House (1993), comprenant trois nouvelles sur les résidents de la maison à différentes époques, dont James et Benson (qui ont tous deux également écrit des histoires de fantômes).
Parmi les autres locataires figurent le romancier Rumer Godden, l'auteur et universitaire Arthur Christopher Benson, l'auteur et homme politique H. Montgomery Hyde, l'artiste et éditeur Brian Batsford, l'homme politique William Mabane, l'agent littéraire Graham Watson, l'acteur Dominic Rowan (en) et sa famille.

## National Trust
En 1950, la veuve du neveu de Henry James donne Lamb House au National Trust. Certains des biens personnels de James sont exposés, et il y a un vaste jardin clos, conçu par Alfred Parsons à la demande d'Henry James, qui est ouvert au public avec la maison.
En 2006, Lamb House fait l'objet d'une rénovation extérieure approfondie, avec l'application de mesures de contrôle des oiseaux pour empêcher les mouettes de nicher et bloquer les systèmes de drainage internes du parapet.
À partir de 2018, la maison n'est plus louée et le premier étage est ouvert au public pour la première fois.
Au cours de l'été 2014, Lamb House est utilisée comme « Mallards » fictifs pour une adaptation télévisée par la BBC de Mapp et Lucia d'EF Benson,. Une réplique temporaire du Garden Room est construite pour le tournage. La série est diffusée sur BBC1 pendant trois nuits en décembre 2014.